# Гізела Мауермаєр
Гізела Мауермаєр (нім. Gisela Mauermayer; нар. 24 листопада 1913, Мюнхен, Німеччина — 9 січня 1995, Мюнхен, Німеччина) — німецька легкоатлетка, яка спеціалізувалась на метанні диска і ядра. Олімпійська чемпіонка Берліна 1936.